# Hraban Maur
Maurus Magnentius Rabanus, Hraban Maur, Rabanus, Raban Maur lub Hrabanus Maurus (ok. 780 – 4 lutego 856 w Winkel) – kronikarz i uczony czasów karolińskich, mnich benedyktyński, teolog, autor encyklopedii De rerum naturis, poeta łaciński, autor hymnów brewiarzowych sławiących Ducha Świętego. Zasłużył się także w wielu innych dziedzinach, m.in. pisał traktaty o Biblii, wychowaniu i gramatyce. Obok Alkuina był najbardziej wpływowym pisarzem i nauczycielem czasów karolińskich, uznawany przez bollandystów jako błogosławiony.

## Życie
Pochodził ze znaczącego rodu, urodzony w Moguncji około 776 (784?), zmarły w Winkel (Vincellum) koło Moguncji 4 lutego 856. We wczesnym wieku złożył śluby zakonne w opactwie benedyktyńskim w Fuldzie, w 801 został wyświęcony na diakona. Rok później na polecenie swojego opata Ratgara udał się razem z Haimonem z Halberstadt do Tours by studiować teologię i nauki wyzwolone pod kierunkiem Alkuina. Zdobył sobie przywiązanie nauczyciela, a by dać temu wyraz przyjął imię Maura, ulubionego ucznia św. Benedykta. Po roku nauki został odwołany przez opata Fuldy, by zostać nauczycielem w tamtejszej szkole klasztornej, a następnie jej kierownikiem. Jego sława jako nauczyciela rozniosła się po całej Europie, a Fulda stała się najsławniejszym ośrodkiem szkolnym Imperium Frankijskiego – wychowała takich uczniów, jak Walahfrid Strabo, Servatus Lupus z Ferrières i Otfrid z Weissenburga. Prawdopodobnie w tym okresie napisał bardzo popularny w średniowieczu ekscerpt z gramatyki Pryscjana.
W 814 został wyświęcony na księdza. Mania wznoszenia nowych budynków żywiona przez opata Ratgara chwilowo powstrzymała rozwój szkoły, na skutek konfliktu Hraban musiał nawet na pewien czas opuścić Fuldę – być może odbył pielgrzymkę do Palestyny, gdzie napisał komentarz do księgi Jozuego. Pod opatem Eigilem z Fuldy (818-82) mógł jednak znowu poświęcić się całkowicie badaniu i nauczaniu. Po śmierci Eigila w 822 został wybrany opatem – Fulda przeżywała wtedy okres największego rozkwitu. Zakończył budowę wielu obiektów rozpoczętych przez jego poprzedników; wzniósł ponad trzydzieści kościołów i kaplic; wzbogacił kościół przyklasztorny o artystyczne mozaiki, gobeliny, baldachimy, relikwiarze i wiele innych kosztownych ozdób; rozwinął duszpasterstwo na terenie swojego opactwa przez zwiększenie ilości księży i kazań; zgromadził wiele ksiąg w klasztornej bibliotece i na wiele sposobów przyczynił się do rozwoju życia intelektualnego, duchowego i gospodarczego w Fuldzie i przynależących do niej obszarach. Zaangażował się w polityczne spory epoki popierając Ludwika Pobożnego przeciw jego zbuntowanym synom, a po śmierci cesarza najstarszego syna, Lotara. Kiedy w 840 Lotar został zwyciężony przez Ludwika Niemca, Hraban opuścił klasztor, prawdopodobnie by uniknąć konieczności złożenia przysięgi posłuszeństwa. W 841 powrócił, w 842 zrezygnował z funkcji opata – prawdopodobnie przymuszony przez Ludwika. Przeniósł się do sąsiadującego Petersbergu, gdzie całkowicie oddał się modlitwie i pracy literackiej.
W 845 pogodził się z królem, a w 847 został następcą Otgara na arcybiskupstwie Moguncji – przyjął sakrę biskupią 26 czerwca. Zwołał trzy synody prowincjonalne. Na pierwszym, który odbył się w październiku 847 w opactwie św. Albana, przyjęto 30 kanonów, dotyczących głównie zagadnień dyscypliny kościelnej. Na drugim, który miał miejsce w październiku 848, potępiono doktrynę mnicha Gottschalka z Orbais i jego naukę o predestynacji. Trzeci synod, z 851 (852?) także dotyczył dyscypliny kościelnej.
Był znany ze swojej działalności dobroczynnej. Annales Fuldenses podają, że w ciągu 850 dni karmił ponad 300 osób dziennie. Jean Mabillon i bollandyści nazywają go błogosławionym.
Jego święto obchodzi się 4 lutego w Fuldzie, Moguncji i Limburgu. Został pochowany w klasztorze św. Albana w Monguncji, ale jego relikwie zostały przeniesione do Halle przez arcybiskupa Albrechta z Brandenburga.

## Pisma
Hraban Maur był prawdopodobnie najbardziej uczonym człowiekiem swoich czasów. Nie miał sobie równych w wiedzy o Piśmie Świętym i ojcach Kościoła, był też świetnie obeznany z prawem kanonicznym i liturgiką. Jego działalność pisarska obejmowała całą wiedzę duchową i świecką tak jak je wtedy rozumiano. Nie można go jednak nazwać prekursorem, ani przypisać mu żadnej oryginalności jako uczonemu, bo wiernie podążał szlakiem utartym przez poprzedników, w sposób typowy dla swoich czasów raczej ocalając i gromadząc wiedzę niż poszerzając.
Jego pisma, z których część do dziś czeka na wydanie, obejmują komentarze do wielu ksiąg Pisma Świętego i liczne traktaty dotyczące teologii i spraw świeckich, wliczając w to serie homilii. W De institutione clericorum popularyzował myśli św. Augustyna i Grzegorza Wielkiego o potrzebie rozwoju edukacji duchowieństwa. Największą popularność zdobył jego traktat De laudibus sanctae crucis [O sławieniu krzyża świętego]. Trzeba też wymienić De universo, sive etymologiarum opus [O świecie, czyli etymologie], rodzaj encyklopedii lub słownika pomyślanego jako pomoc w historycznej i mistycznej interpretacji Pisma Świętego, De sacris ordinibus, De disciplina ecciesiastica i Martyrologium. Wszystkie te dzieła charakteryzują się erudycyjnością (Hraban znał nawet podstawy greki i hebrajskiego). Pisał też poematy, wśród których szczególne znaczenie ma hymn Veni Creator. Duże znaczenie dla rekonstrukcji rozwoju języka niemieckiego mają jego Glossaria Latino-Theodisca. Komentarz Super Porphyrium, mający pewien wpływ na dalszy rozwój filozofii średniowiecznej, uważa się za dzieło ucznia Hrabana.

## Wydania dzieł
- B. Rabani Mauri Fuldensis abbatis et Moguntini archiepiscopi opera omnia, w: J.-P. Migne, Patrologiae cursus completus... Series latina, voll. 107-112, Paris: Migne, 1852-1864.
- Epistolae, w: Monumenta Germaniae Historica, Epistolae (in Quart), vol. V, Epistolae Karolini aevi (III), 2 voll., Berlin: Weidmann, 1898-1899.
- Martyrologium. Liber de computo, wyd. J. McCulloh, W. Stevens, Turnhout, Brepols 1979.
- De institutione clericorum libri tres. Studien und Edition von Detlev Zimpel, Bern et al.: Peter Lang, 1996.
- In honorem sanctae crucis, wyd. M. Perrin, Turnhout: Brepols, 1997.
- Hrabanus Maurus, De rerum naturis. Il codice 132 dell’Archivio di Montecassino, ripoduzione integrale su CD Rom, Cassino: Università degli Studi di Cassino, 1997.
- Expositio in Matthaeum. Pars I, I-IV, Pars II, V-VIII, wyd. B. Löfstedt, 2 voll., Turnhout: Brepols, 2000.
- La formazione dei chierici, wstęp, tłum. i przypisy L. Samarati, Roma: Città Nuova, 2002

## Galeria

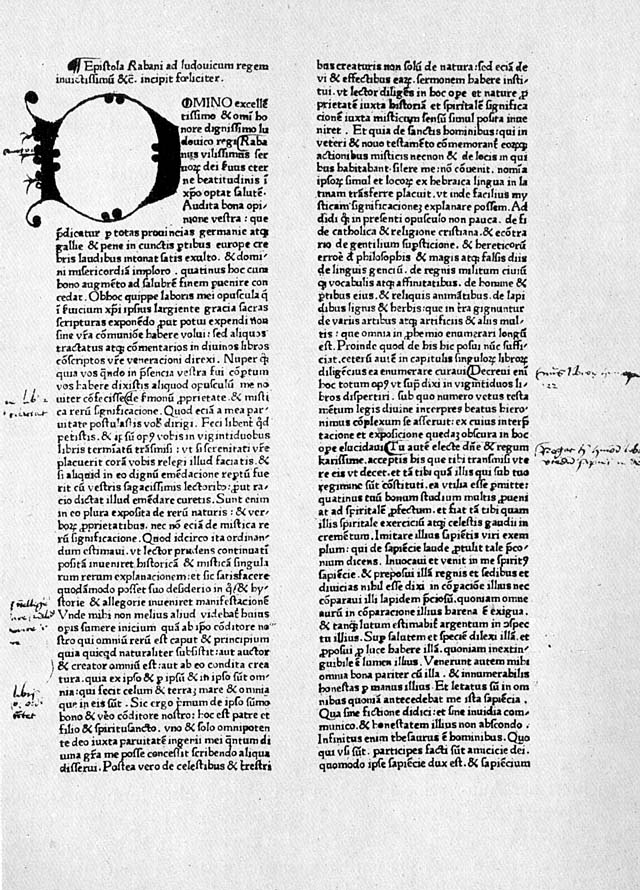
Karta z dzieła Hrabana De rerum naturis
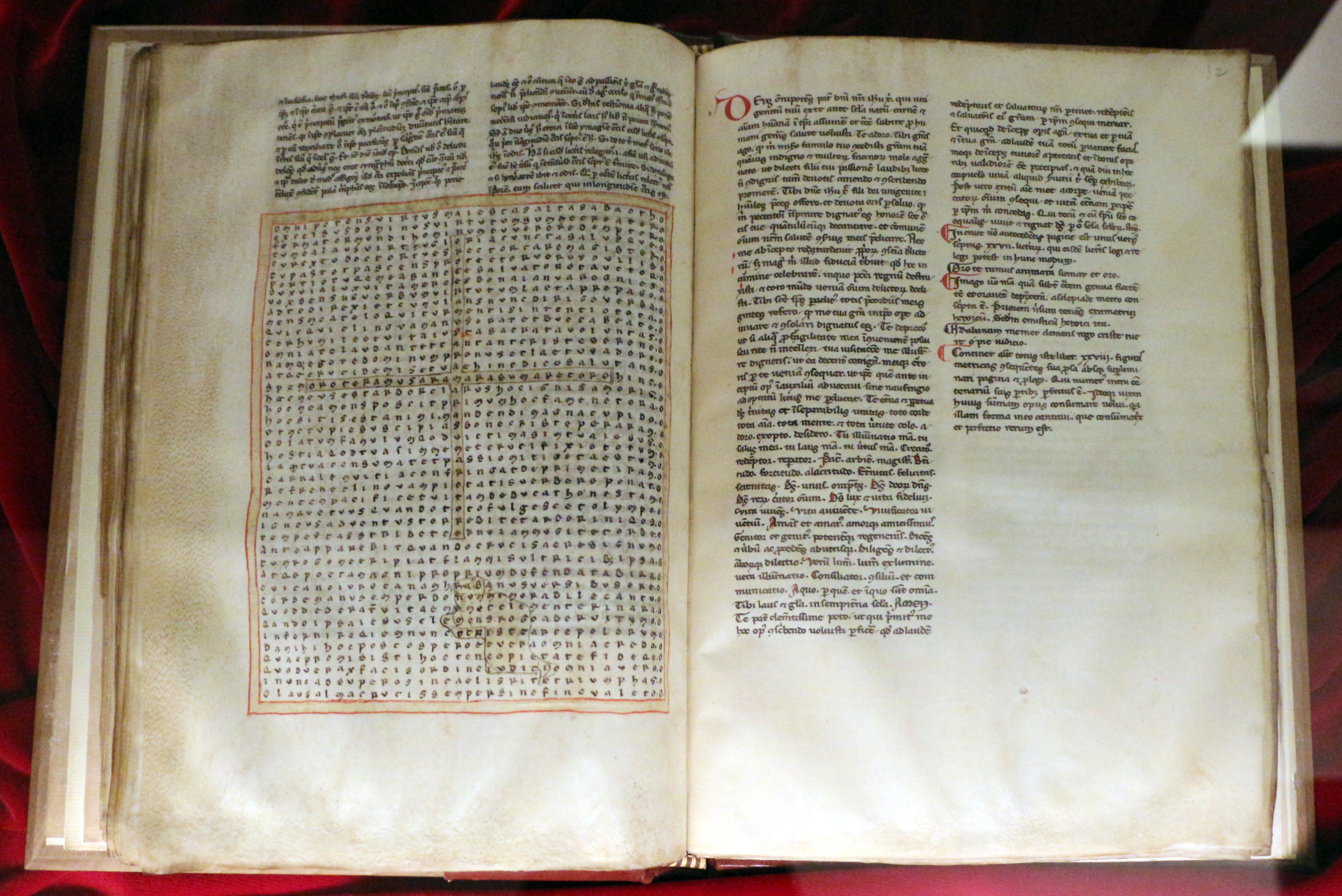
In Honorem Sanctae Crucis, XIII wiek, Biblioteca Medicea Laurenziana, Florencja